# Redova
Una rèdova (dal cèco rejdowak), (inglese:ˈrɛdəwə, -və), è una danza di origine ceca con passi di valzer che girano e saltano, per lo più popolare nelle sale da ballo europee di epoca vittoriana.

## Storia
Il nome deriva dal nome ceco rejdovák, derivato da rej ("roteare"). Originariamente una danza popolare, apparve per la prima volta nei salotti di Praga nel 1829 e andò fuori moda nel 1840, anche se nel frattempo si era diffuso oltre la Boemia.
Thomas Hillgrove afferma che la redova fu introdotta nelle sale da ballo di Londra nel 1846. Come altri popolari balli da sala della metà del diciannovesimo secolo, compresa la polka, fu ballata a Parigi prima della sua apparizione a Londra.

## Metro
Come la maggior parte delle danze attualmente descritte come valzer, la redova è ballata in tempo di {\displaystyle {\frac {3}{4}}}, con la coppia che esegue una rotazione completa ogni sei battute.

## Descrizione
Un passo base di redova contiene un passo lungo e due piccoli passi. Il passo lungo può essere ballato sia sulla 1ª che sulla 2ª battuta della musica, a seconda di cosa sembra meglio per la melodia che sta suonando.
Cellarius (1849) descrive una redova in tre parti composta da una parte di inseguimento ("la poursuite"), seguita dallo stile di valzer comunemente descritto come redova e che termina con un particolare tipo di valse à deux temps. Durante l'"inseguimento " i partner si tengono l'uno di fronte all'altro e si muovono su e giù a volontà e "oscillando" avanti e indietro, con la dama che segue il cavaliere.

### Chi guida
I ballerini generalmente iniziano in posizione stretta (valzer) con le mani esterne che puntano alla linea di direzione. (Questa descrizione è per il caso in cui il passo "lungo" sia sul conteggio due.) Per iniziare una redova, chi guida farà un piccolo passo (conteggio 1) di fronte al suo compagno con il piede sinistro, in modo che chi guida stia sostenendo, quindi esegue un lungo passo scivolando (conteggio 2) subito indietro con il destro (puntando la punta del piede destro, piegando il ginocchio della gamba sinistra, mantenendo il busto in posizione verticale), seguito da un altro piccolo salto (conteggio 3) ) con il sinistro per completare un giro di 180 gradi in senso orario. La seconda parte dello schema a sei conteggi inizia con un piccolo passo di salto (conteggio 4) lungo la linea di danza, in modo che chi conduce sia rivolto verso la linea di ballo. La gamba sinistra ora arriva dritta (conteggio 5, puntando il piede sinistro, ginocchio destro piegato, ecc.), direttamente sotto la gamba destra del partner, che è estesa all'indietro. Un piccolo salto (conteggio 6) sul piede destro completa lo schema, completando la seconda metà (180 gradi) del giro, in preparazione per il prossimo modello di conteggio a sei.

### Chi segue
Chi segue è la parte opposta alla sequenza di chi conduce. Il movimento di chi segue sulle prime tre battute è essenzialmente lo stesso di quello della guida sul secondo set di tre battute e viceversa.